# František Rychtařík
František Rychtařík (30. dubna 1945 – 11. března 2008, Praha) byl český producent a vydavatel. Byl spolumajitelem firmy FR centrum (František Rychtařík producentské centrum).

## Životopis
Jako producent pracoval např. s Annou K, Wanastowi Vjecy a jinými. V roce 1989 jako spolumajitel založil firmu Popron, která se začátkem 90. let patřila mezi největší gramofonové firmy v České republice. Později prodal podíl a roku 1995 založil vlastní firmu FRANTIŠEK RYCHTAŘÍK producentské centrum. Spolupracoval na reedici pro firmu Bonton Music. Od roku 1998 začal vydávat tituly ve vlastním vydavatelství.
Jako spolumajitel FR centra ve významné míře přispěl k reedicím starších gramofonových alb interpretů, kteří chyběli v prodejnách. I když se jedná o menšinový žánr tak tato jeho aktivita významně přispěla k obohacení trhu. Byli zde vydáváni interpreti jako např. Antonín Gondolán, Rudolf Cortés, Ludvík a mnozí další.